# 福井次郎
福井 次郎（ふくい じろう、1955年 - ）は、日本の小説家、詩人、映画評論家。 趣味のユダヤ人研究、 映画、専門の世界史を結びつけた本を執筆している。2013年には自身初の小説も刊行した。

## 略歴
青森県大鰐町出身、在住。父は中学校の教員であった。日本作詞家協会に所属した時期もあった。青森県立弘前高等学校入学後は演劇部に入部した。演劇部では全国大会優勝を成し遂げた。小惑星探査機「はやぶさ」のプロジェクトマネージャー川口淳一郎は同期。一浪の後、早稲田大学第一文学部に入学。入学後1年目の夏には弘前市で劇団「炎天下」を立ち上げた。寺山修司は大学時代、一時アルバイトしていた渋谷のパブレストランの常連であった。大学卒業後は教諭として、神奈川県内の高校に勤務。3年後に青森県に戻った現在は母校の弘前高校で世界史教諭を務める。定年になった後も再任用教員として弘前高校に勤務している。

## 著書
- 『映画産業とユダヤ資本』早稲田出版、2003年
- 『「戦争映画」が教えてくれる現代史の読み方 キーワードはユダヤ人問題』彩流社、 2007年
- 『歴史ミステリー コロンブスはなぜアメリカ大陸に渡ったのか キーワードはユダヤ人問題』彩流社、 2008年
- 『カサブランカはなぜ名画なのか~1940年代ハリウッド全盛期のアメリカ映画案内~』彩流社、2010年
- 『青森の逆襲』言視舎、2011年
- 『マリリン・モンローはなぜ神話となったのか』言視舎、2012年
- 『暗門の祈り』津軽書房、2013年
- 『1950年代生まれの逆襲』言視舎、2014年

## 出演
どちらの映画も脇役として出演している。
- 津軽の子ら 1970年[7]
- 弘高青春物語 1992年[7]